# Björksjön (Gunnarps socken, Halland)
Björksjön är en sjö i Falkenbergs kommun i Halland och ingår i Ätrans huvudavrinningsområde. Sjön har en area på 0,0922 kvadratkilometer och ligger 148,1 meter över havet.

## Delavrinningsområde
Björksjön ingår i det delavrinningsområde (633959-132920) som SMHI kallar för Mynnar i Ätran. Medelhöjden är 145 meter över havet och ytan är 15,17 kvadratkilometer. Det finns inga avrinningsområden uppströms utan avrinningsområdet är högsta punkten. Vattendraget som avvattnar avrinningsområdet har biflödesordning 2, vilket innebär att vattnet flödar genom totalt 2 vattendrag innan det når havet efter 52 kilometer. Avrinningsområdet består mestadels av skog (80 procent). Avrinningsområdet har 0,48 kvadratkilometer vattenytor vilket ger det en sjöprocent på 3,1 procent. Bebyggelsen i området täcker en yta av 0,25 kvadratkilometer eller 2 procent av avrinningsområdet.